# Línea continua de asiento
La línea continua de asientos (hydrostatic full-profile gage en inglés) es un equipo geotécnico diseñado para controlar los asientos en terraplenes. Este método permite monitorizar los asientos en múltiples secciones y puntos de un terraplén a lo largo del tiempo.
Consiste en una tubería flexible horizontal enterrada debajo de la sección del terraplén a auscultar y de un instrumento que se inserta a través de la propia tubería. Las lecturas se llevan a cabo en diferentes puntos de la tubería a intervalos regulares (normalmente 1 m) de manera que puede determinarse su perfil vertical completo. Las diferencias en el perfil vertical a lo largo del tiempo permiten determinar las deformaciones verticales.

## Componentes
El instrumento de medida está compuesto por una unidad de medida y un tubo transparente graduado (generalmente, cada metro) relleno de agua en cuyo extremo se localiza una sonda con un transductor de presión conectado por el interior del propio tubo a la unidad de medida. El conjunto se monta sobre un trípode o vehículo y permite medir las deformaciones verticales en longitudes de hasta 300 m.

## Toma de datos

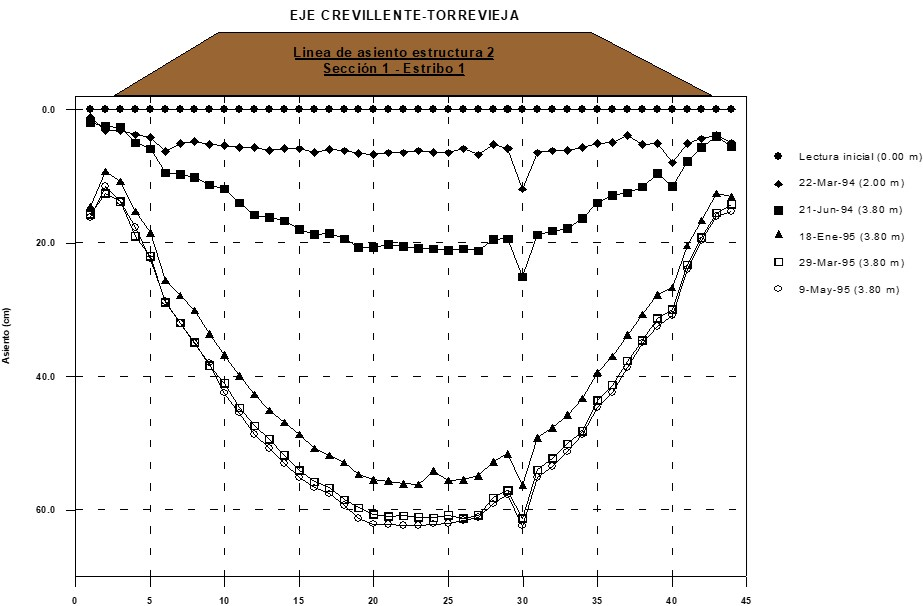
Evolución de los asientos en un terraplén de la Vega Baja del Segura (Alicante) medida mediante línea continua de asientos.

Para llevar a cabo la toma de datos, la sonda es insertada en la tubería flexible. Una vez situada en el punto del perfil en el que se desea determinar la posición vertical, la unidad de medida nos proporciona la altura de la sonda respecto al nivel de referencia situada en la unidad de medida. Repitiendo la toma de datos en diferentes puntos del perfil podremos obtener el perfil de deformación completo de la tubería enterrada bajo el terraplén. La determinación del perfil a lo largo de tiempo permite a su vez determinar la evolución de los asientos de la cimentación del terraplén a lo largo del tiempo.
Es muy importante controlar que todo el tubo se encuentre lleno de agua y que no existan burbujas de aire que podrían desvirtuar las medidas. También se recomienda comparar las medidas realizadas con datos de elevación conocidos para poder calibrar el equipo.

## Representación de resultados
Los resultados se pueden representar de diferentes maneras. En primer lugar, podemos representar perfiles de deformación de las secciones instrumentadas tal y como se observa en la figura. Estos perfiles representan los asientos a lo largo de la sección, permitiendo identificar el asiento máximo, así como la posición en la que se produce. Igualmente, este tipo de representación permite identificar la evolución de los asientos a lo largo del tiempo. En segundo lugar, podemos representar la evolución de los asientos del terreno a lo largo del tiempo para un punto concreto del perfil (gráfica tiempo-asiento), lo que permite evaluar la evolución del proceso de consolidación del suelo situado bajo el terraplén.
Los registros proporcionados por la línea continua de asiento permiten llevar a cabo una estimación de los volúmenes de tierra necesarios para compensar los asientos producidos.